# Пфундтнер, Ганс
Ганс Пфу́ндтнер (нем. Hans Pfundtner; 15 июля 1881, Гумбинен — 25 апреля 1945, Берлин) — государственный деятель нацистской Германии, статс-секретарь имперского министерства внутренних дел.

## Биография
Из семьи потомственных чиновников, получил юридическое и сельскохозяйственное образование. Участник 1-й мировой войны, капитан. С 1919 года служил в имперском министерстве экономики. В 1925 году из-за недовольства политической обстановкой оставил государственную службу и работал нотариусом в Берлине. Часто выступал на страницах правой печати, был вице-президентом «Национального клуба» в 1919 году. В эти годы был близок к А. Гугенбергу и входил в состав наблюдательных советов нескольких его фирм, активный член Немецкой национальной народной партии. В марте 1932 года вступил в НСДАП.
Осуществлял связь между партией и высшими звеньями аппарата министерств. В 1932 году составил предложения по реорганизации государственного аппарата, среди которых было изгнание из состава чиновничества левых элементов. Был назначен статс-секретарём имперского министерства внутренних дел 1 февраля 1933 года. Постоянно выступал в печати по правовым и управленческим проблемам. К 1939 году под его руководством остались управления кадров, по делам коммунального управления и по делам национального наследия и топографии. Пытался занять ведущее положение в министерстве путём создания для него должности «ведущего статс-секретаря». Однако с усилением влияния В. Штуккарта компетенция постоянно сокращалась. После начала 2-й мировой войны большинство важнейших решений в министерстве уже проходили мимо него. В ноябре 1943 года вышел в отставку.
Вместе с женой покончил с собой перед угрозой ареста советскими войсками во время штурма Берлина.

## Награды
- Спасательная медаль (1899)
- Железный крест 2-го класса (1914)
- Крест военных заслуг 2-го класса (Мекленбург-Шверин)
- Ганзейский крест Гамбурга
- Крест «За военные заслуги» 2 и 1 класса
- Золотой партийный знак НСДАП